# Bürgerschaftswahl in Hamburg 1961
- SPD: 72
- FDP: 12
- CDU: 36

- Regierung: 84
- Opposition: 36

Am 12. November 1961 fand die Wahl zur 5. Wahlperiode der Bürgerschaft der Freien und Hansestadt Hamburg (Bürgerschaftswahl) statt. Es wurden bei der Wahl 120 Abgeordnete in die Bürgerschaft entsendet.

## Wahlergebnis und Sitzverteilung
Das Ergebnis der Wahl zur Bürgerschaft 1961 lautete:
| Partei | Stimmen | in Prozent | Sitze |
| ------ | ------- | ---------- | ----- |
| SPD    | 567.793 | 57,4 %     | 72    |
| CDU    | 287.619 | 29,1 %     | 36    |
| FDP    | 95.061  | 9,6 %      | 12    |
| DFU    | 28.511  | 2,9 %      | —     |
| DRP    | 9.045   | 0,9 %      | —     |
| DG     | 784     | 0,1 %      | —     |

## Regierung
1961 wurde der Erste Bürgermeister Paul Nevermann in seinem Amt bestätigt. Aufgrund eines politischen Skandals im Zusammenhang mit dem Besuch der Königin Elisabeth II. musste er am 9. Juni 1965 zurücktreten. Seine Nachfolge übernahm Herbert Weichmann, der auch für die SPD  in den Wahlkampf zur 6. Wahlperiode ging. Die Regierung wurde aus einem Senat von SPD und FDP gebildet. Die SPD hätte zwar alleine regieren können, setzte aber die traditionsreiche Arbeit mit den Liberalen fort.
→ Siehe auch: Senat Nevermann II und Senat Weichmann I

## Hauptthemen während der 5. Wahlperiode

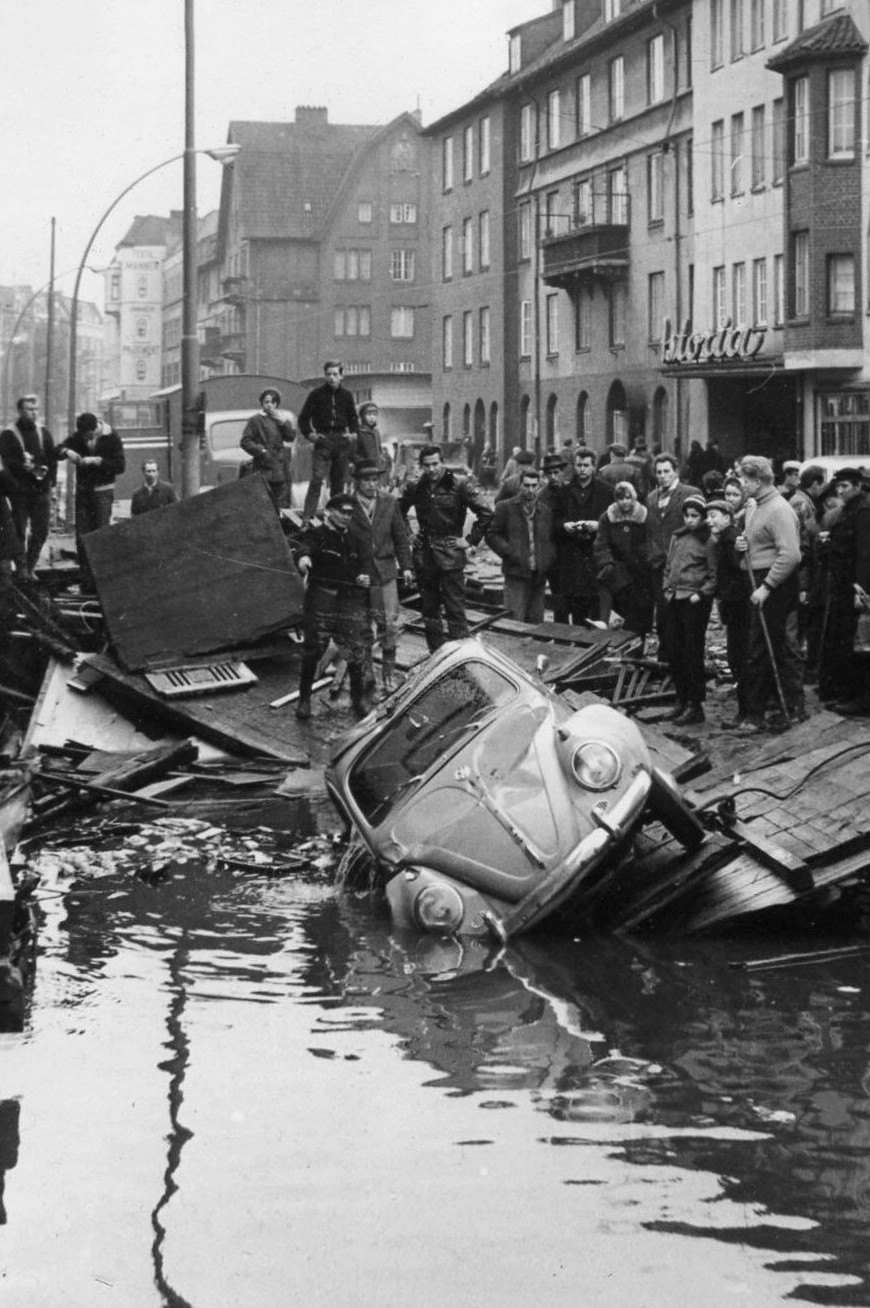
Sturmflut 1962: Fährstraße nach der Flut

In die Wahlperiode wütete die katastrophale Sturmflut 1962 an der deutschen Nordseeküste auch über Hamburg. In der Nacht vom 16. auf den 17. Februar 1962 überflutete das Wasser knapp ein Sechstel des Hamburgischen Staatsgebietes (120 km²). Das Krisenmanagement übernahm der damalige Polizeisenator (heute Innensenator) Helmut Schmidt und konnte sich bundesweit profilieren.
Ein zweites überregionales Thema war die Spiegel-Affäre, die nicht nur die Bürgerschaft, sondern vor allem auch den Bundestag beschäftigte. Dieser politische Skandal war der Auslöser für die Einführung eines freiheitlichen Pressegesetzes. 1965 verabschiedete die Bürgerschaft das Gesetz. Die Fraktionen von CDU und FDP sahen zwar die Pressefreiheit nicht in Gefahr, beugten sich aber der allgemeinen Stimmung in Politik, Journalistenverbänden und Öffentlichkeit. Der FDP-Politiker Alfred Frankenfeld war zusammen mit dem Innensenator Helmut Schmidt die treibende Kraft für die Umsetzung des Gesetzesvorhabens.
In der Verkehrspolitik entstand die Idee eines gemeinsamen Verkehrsverbundes für Hamburg. Durch die Zersplitterung der Unternehmen mit ihren eigenen Verkehrsmitteln (unter anderem S-Bahnen, U-Bahnen, Bus-Linien, Fährschiffe) war es schwer, ein Gesamtkonzept für Hamburg zu erarbeiten. Dem Ideengeber Max Mroß schwebte ein Bund der Verkehrsbetriebe vor, welche gemeinsam arbeiteten, aber trotzdem ihre Eigenständigkeiten erhielten. Eine der Hauptmöglichkeiten dieses Verbundes war ein einheitlicher Tarif und somit eine Erleichterung für die „Beförderungsfälle“ (Fahrgäste). Gesamtwirtschaftlich sollte der Zusammenschluss die Möglichkeit bringen, Verkehrsmittel rational zu lenken, um doppelte Angebote zu vermeiden. Der von der Bürgerschaft 1965 beschlossene und von den beteiligten Gesellschaften (zum Beispiel die Deutsche Bahn) genehmigte Hamburger Verkehrsverbund (HVV) erhielt auch weltweit Beachtung. In der New York Times vom 19. Juni 1971 hieß es zum Beispiel: „Bei ihren Bemühungen, einen attraktiven Massenverkehr zu schaffen blicken die meisten Stadtverwaltungen auf den Stadtstaat Hamburg, Westdeutschlands ausgedehntestes Großstadtgebiet, das seit 1966 erfolgreich das erste Verkehrsverbundsystem der Welt betreibt.“.
Es gab innerhalb der 5. Wahlperiode einen Parlamentarischen Untersuchungsausschuss (PUA).
- Der Inhalt der Untersuchung war der Tod des Untersuchungsgefangenen Ernst Haase. Der amerikanische Staatsbürger war nach Misshandlungen in der U-Haft am 30. Juni 1964 zu Tode gekommen. Am 22. April 1966 wurde in der 6. Wahlperiode ein weiterer Untersuchungsausschuss zu dem Thema eingesetzt.

## Quelle
- Hamburger Bürgerschaft: Die Hamburger Bürgerschaft 1946–1971. Wiederaufbau und Neubau. dargestellt von Erich Lüth, Verlag Conrad Kayser, Hamburg 1971